# Pierre Michon Bourdelot
Pour les articles homonymes, voir Bourdelot (homonymie).
Pierre Michon qui a ajouté Bourdelot à son nom, dit l'abbé Bourdelot (à ne pas confondre avec son neveu Pierre Bonnet dit Pierre Bonnet-Bourdelot, médecin ordinaire de Louis XIV) est un médecin et anatomiste français, né à Sens le 2 février 1610 et mort à Paris le 9 février 1685. Il était abbé de Massay,. Libertin et libre-penseur, probablement athée, il est principalement connu comme l'animateur du cercle qui porte son nom.

## Biographie
Bourdelot est « fils de Maximilien Michon, chirurgien du prince de Condé établi à Sens et d'Anne Bourdelot, petite-nièce de Marie Bourdelot, mère du célèbre Théodore de Bèze »,. Élevé par ses oncles maternels Edme (médecin de Louis XIII) et Jean (conseiller maître des requêtes de Marie de Médicis), il prend en 1634 le nom de sa mère, qui est aussi le leur. Il étudie à la Sorbonne en 1629 et en 1634 après son diplôme, fait un séjour à Rome, accompagnant l'ambassadeur François de Noailles, élève de Galilée.
De retour en 1638, il devient le médecin de la famille de Condé à Paris. La mort de son oncle Jean en 1638 le fait héritier d'une riche bibliothèque de livres et de manuscrits. Par un acte du 14 juin 1638 on apprend que son oncle « luy avoit fait quitter son nom pour prendre et luy donner celuy de Bourdelot ». Dans les années 1640, il organise un cercle (une « académie ») se réunissant deux fois par mois et fréquenté par des scientifiques, mais aussi des philosophes et des écrivains.
En 1652, après la Fronde, il est à Stockholm, appelé par Claude Saumaise ; il guérit la reine Christine de maux physiques et d'une dépression : sa cure consiste à la faire rire, y compris aux dépens d'autres savants de passage,,. C'est à Stockholm que Bourdelot rédige son Catéchisme de l'athée — qu'il envoie au doyen des pasteurs de la ville ; mais Bourdelot écrira aussi un Traité de l'existence de Dieu.
Il revient en France en 1654 où il reprend ses activités. Mazarin lui donne l'abbaye de Massay. Pierre Michon-Bourdelot devient l'abbé Bourdelot. Par un acte du 30 juillet 1669, le prince de Condé lui donne les terres et seigneuries de Condé et Saint-Léger (hameau à Meunet-Planches), près d'Issoudin. À la demande du Grand Condé, un échange épistolaire a été initié par Jacques Louchault, orfèvre à Senlis, le chevalier de Lignères et l'abbé Bourdelot qui a été imprimé dans Combats d'esprit, paru en 1701 à l'initiative de Louchault.
Bourdelot passa la plus grande partie de sa vie rue Neuve-Saint-Lambert dans le quartier du Luxembourg. Il avait voulu que ses livres soient légués à la faculté de médecine, mais les circonstances ne le permirent pas.
Dangeau, dans son Journal, indique que Bourdelot est mort en ayant « avalé de l'opium pour du sucre ». Voltaire commente « On n'avale point du sucre, on ne peut prendre de l'opium pour du sucre : le fait est qu'il s'empoisonna ».

## L'académie Bourdelot
La date de création de l'académie Bourdelot a été discutée, 1637, après son retour de Rome, ou 1642, après son installation à Paris. François Le Gallois écrit en 1672, dans Conversations de l'Académie de monsieur l'abbé Bourdelot qu'elle a été fondée « il y a plus de 35 ans dans l'hôtel de Condé sous l'autorité de Monsieur le Prince qui était très savant, et qui aimait beaucoup ceux qui étaient en réputation de l'être ». Cette académie aurait donc été créée après son retour de Rome. Cependant, étant attaché au prince de Condé, Bourdelot a dû le suivre dans ses déplacements. Ces réunions n'ont pas pu être très suivies. La date de 1642 retenue par René Taton dans Les origines de l'Académie Royale des Sciences, après l'installation de Pierre Michon-Bourdelot à Paris, semble celle qui lui a permis un fonctionnement stable de cette académie. Le Gallois indique qu'elle a été fondée à l'initiative du prince de Condé, mais René Pintard a écrit qu'elle a été fondée par Bourdelot en « profitant de la renommée de son oncle et de la puissance des Condé ».
L'académie Bourdelot reprend le souhait de vulgariser la science des Conférences du Bureau d'Adresse de Théophraste Renaudot, entre 1632 et 1642, et d'échanger entre savants sur les avancées de la recherche scientifique comme le faisait l'académie du Père Marin Mersenne, entre 1635 et 1648. Cette académie était ouverte au public, et se consacrait aux échanges sur le savoir scientifique en discutant sur des expériences, entre autres sur le problème du vide.
C'est probablement de son voyage dans la péninsule italienne et de sa connaissance des académies qui y existaient que Bourdelot a adopté les règles de fonctionnement une structure stable de sociabilité savante. Le Gallois ne précise pas l'organisation de l'académie mais décrit le protocole interne de fonctionnement : l'abbé Bourdelot ouvre chaque conférence en donnant son avis sur le problème faisant l'objet de la conférence. Les intervenants pouvant avoir des avis divergents, Bourdelot jouait le rôle de modérateur et qui devait aussi faire que la question poser reste au centre du débat. L'académie avait un modérateur, Bourdelot, et un secrétaire, François Le Gallois.
La Fronde, entre 1648 et 1652, a dû arrêter le fonctionnement normal de ces assemblées savantes.
En octobre 1651, Bourdelot quitte Paris pour Stockholm pour aller servir la reine de Suède, Christine de Suède. Il revient en France en 1654. Son cercle reprend ses activités en 1654 et les poursuit de façon irrégulière jusqu’en 1684. Parmi les membres éminents de l'académie : Joseph Guichard Duverney, Nicolas Sténon, Ole Borch, Reinier de Graaf, Jan Swammerdam. Le Gallois dit qu'il a conservé quarante conférences mais n'en a publié qu'une partie dans les Conversations de l'Académie Bourdelot publiées en deux tomes, 6 conversations publiées en 1672 et 3 conversations en 1674.
L'académie Bourdelot avait été précédée par le Cercle du Cabinet des frères Pierre (†1651) et Jacques Dupuy qui accueillait chaque jour, entre 1617 et 1656 (mort de Jacques Dupuy), Parisiens, provinciaux ou étrangers de passage à Paris, qui s'intéressaient à la vie intellectuelle, qu'ils soient hommes de lettres, philologues, théologiens, philosophes, historiens, mathématiciens, astronomes, physiciens, etc. S'y rencontraient Balzac, Ménage, Claude Saumaise, le père Jacques Sirmond, Ismaël Boulliaud, le père Mersenne, La Mothe Le Vayer, Eudes de Mézeray, Pierre Gassendi, Peiresc, Grotius, Nicolas Heinsius, Thomas Hobbes, Campanella. L'académie du Père Mersenne est la seule qui semble être désignée dans les lettres sous l'expression d' Academia Parisiensis. L'académie Le Pailleur lui a succédé, jusqu'à la mort de Jacques Le Pailleur en 1654 (et non en 1651 comme on l'a longtemps cru), à laquelle participait Blaise Pascal qui lui a dédié une adresse aux « Celeberrimae Matheseos Academiae Parisiensi » et où la « règle des partis » de Pierre Fermat y avait été présentée en octobre 1654,, puis celle du maître des requêtes Henri Louis Habert de Montmor, à partir de 1653 (arrivée de Pierre Gassendi chez Montmor) jusqu'en 1664 d'après une lettre de Huyghens, et qui passe pour être l'ancêtre direct de l'Académie royale des sciences.

## Liste partielle des publications

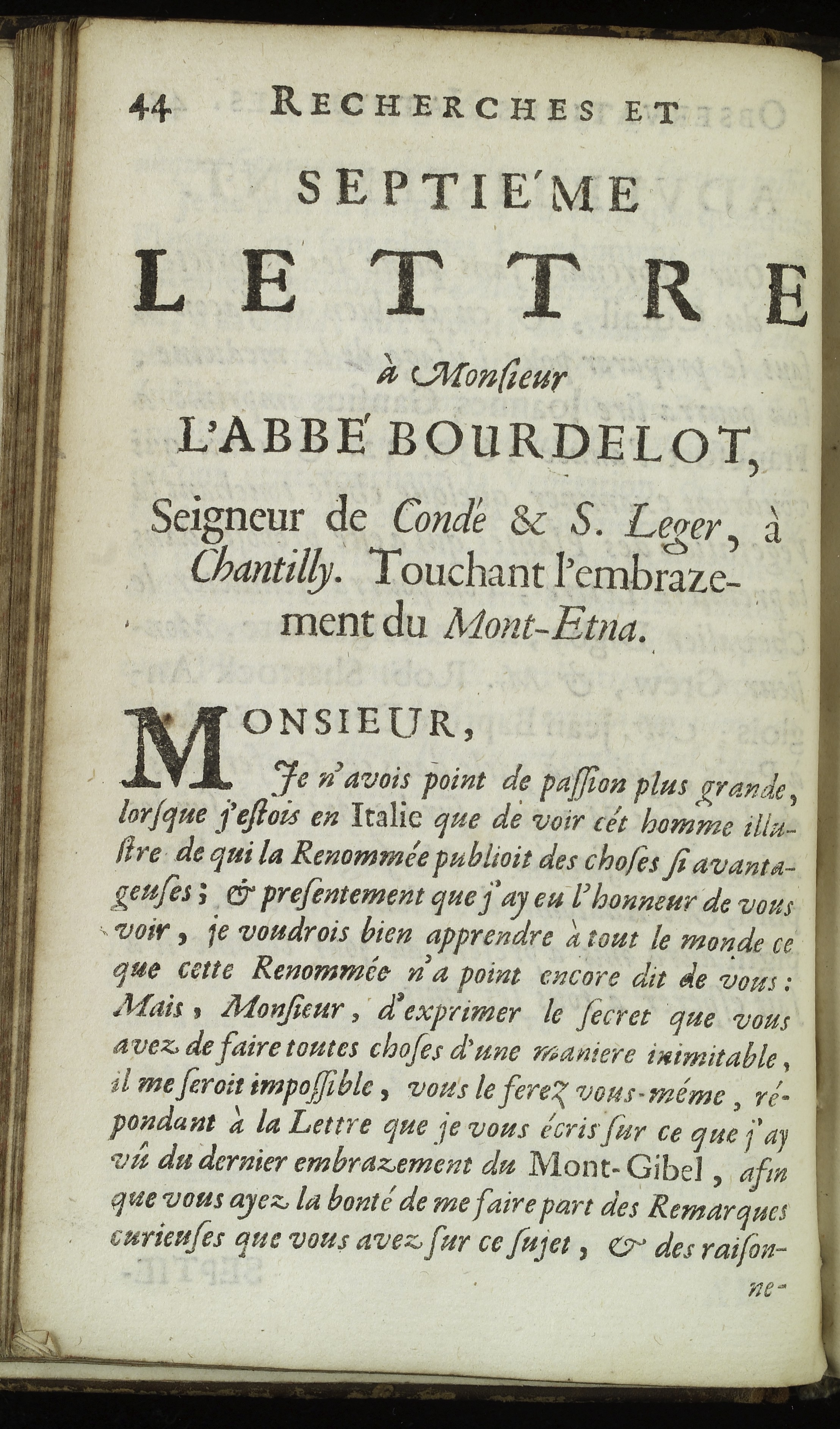
Lettre a Monsieur L'abbe Bourdelot, 1674

- Recherches et observations sur les vipères, faites par Mr Bourdelot, répondant à une lettre qu'il a receue de Mr Francesco Redi, Paris, C. Barbin, 1671[30]
- (avec P. Bonnet-Bourdelot et J. Bonnet) Histoire de la musique et de ses effects…, Paris, 1715 — Publié par ses neveux[31]

## Famille
- Pierre Bourdelot (né entre 1550 et 1560), chirurgien du prince de Condé, marié à Paule Bordier :
  - Jean Bourdelot (†1638)[32], natif de Sens, avocat au parlement de Paris, maître des requêtes de la reine Marie de Médicis, mort à Paris ;
  - Edme Bourdelot, frère puiné du précédent, médecin du roi Louis XIII, mort en 1620[33],
  - Anne Bourdelot, sœur du précédent, mariée à Maximilien Michon, chirurgien ordinaire du prince de Condé :
    - Pierre Michon-Bourdelot (1610-1685), il vient à Paris en 1634 à la demande de ses oncles qui lui ont fait ajouter leur nom et dont il a hérité[34]. Il devient l'abbé Bourdelot après avoir reçu l'abbaye de Massay en 1654[35].
    - X Michon mariée avec Jacques Bonnet (†1694) :
      - Pierre Bonnet-Bourdelot (1638-1708), médecin ordinaire du roi Louis XIV. Il a ajouté Bourdelot à son nom à la demande de son oncle Pierre Michon-Bourdelot, l'abbé Bourdelot, qui lui a légué sa fortune[36], marié à Élisabeth Françoise Hélyot ;
      - Jacques Bonnet (1644-1724)[37],[38], frère du précédent, trésorier au parlement de Paris. Il a publié L'Histoire de la musique et de ses effets, en 1715, à partir des documents regroupés par l'abbé Bourdelot et Pierre Bonnet-Bourdelot.